# Иннес, Нил
Нил Джеймс Иннес (англ. Neil James Innes; 9 декабря 1944, Дэнбери, Эссекс — 29 декабря 2019) — английский музыкант, композитор и пародист, участник групп The Bonzo Dog Doo Dah Band, The Rutles.
Родился 9 декабря 1944 года в графстве Эссекс. Детство прошло в Германии, где он несколько лет учился игре на фортепиано.
Вернувшись в Великобританию, он учился в школе Торпа в Эссексе, чуть позже перешёл в Норвичскую школу изящных искусств, в 1964 году поступил в Голдсмит-колледж Лондонского Университета. В это время он и его приятель Вернон Дадли познакомились со студентами лондонской Школы искусств Вивианом Стэншеллом и Ларри Смитом, после чего присоединились к их группе The Bonzo Dog Doo Dah Band.
Помимо них в группу также входили Роджер Раскин Спир, Родни Слейтер и Сэм Спунс. С 1966 года группа стала выступать на профессиональной сцене.
Нил Иннес умер 29 декабря 2019 года.

## The Bonzo Dog Doo Dah Band
Студенческая группа, в отличие от большинства подобных коллективов, исполняла номера в жанре традиционного джаза и английского мюзик-холла, однако со временем, под влиянием Нила Иннеса, всегда тяготевшего к эстетике The Beatles, в их репертуаре появились песни, более созвучные эпохе британского вторжения, однако ретро-стилистика постоянно доминировала в их творчестве. Их выступления всегда носили театрализованный характер — музыканты использовали элементы хэппенинга, маскарада, превращая свои появления на публике в своего рода театр абсурда, в котором перемешивался и рок-концерт и комедийное шоу.
в 1967 году, выпустив дебютный альбом Gorilla, группа появилась в фильме группы The Beatles Magical mystery tour. На следующий год группа выпускает сингл I’m The Urban Spaceman, достигший пятого места в британских чартах. Сингл становится единственным хитом группы. Продюсером этой песни, написанной Иннесом, стал Пол Маккартни, под псевдонимом Аполло Си Вермут.
В конце шестидесятых годов группа выступала в юмористической детской передаче «Не крутите ручку настройки», создателями которой были будущие участники знаменитой комедийной труппы «Монти Пайтон» Эрик Айдл, Майкл Пейлин, Терри Джонс и Терри Гиллиам.
Записав ещё три альбома — The Doughnut In Granny’s Greenhouse (1968), Tadpoles (1969) и Keynsham (1969), группа, в которой Нил Иннес прочно стоял на месте второго лидера и композитора, распалась, сыграв последний концерт в марте 1970 года.

## Другие группы и сольная карьера
В 1970 году Иннес собрал группу The World, в которую вошли игравший в The Bonzo Dog Doo Dah Band Деннис Коуэн, будущий барабанщик King Crimson Иэн Уоллес и гитарист Роджер Макью, однако группа распалась после записи единственного альбома Lucky Planet. В 1972 году Иннес и Стэншелл вместе с музыкантами родственной им ливерпульской группы Scaffold, среди которых был брат Пола Маккартни — Майкл Макгир, объединились в коллектив, получивший название GRIMMS (по первым буквам фамилий участников). Группа записала три альбома: GRIMMS (1972), Rocking Duck (1973) и Sleepers (1975), продержавшись до середины семидесятых. В их имидже, так же как и в The Bonzo dog band, рок-музыка было тесно переплетена с комедией, а песни соседствовали с юмористическими скетчами.
В 1974 году Нил Иннес выпускает сольный альбом How Sweet Be An Idiot, одноименная песня с которого стала довольно известной в Великобритании. В это же время он начал сотрудничать со своими друзьями из «Монти Пайтон», и сыграл несколько эпизодических ролей в их фильмах (менестреля сэра Робина в «Монти Пайтон и Священный Грааль» (1974, реж. Терри Джонс, Терри Гиллиам) и удирающего от гладиатора самаритянина в «Житие Брайана» (1979, реж. Терри Джонс).
В 1978 года Иннес принял активное участие в новом проекте Эрика Айдла, снявшись в фильме The Rutles: All You Need Is Cash. Фильм пародировал историю The Beatles, Иннес сыграл в нём роль Рона Насти — «Джона Леннона», а также написал всю музыку к фильму. В 90-е Иннес (уже без Айдла) вернулся к теме Ратлз, записав ещё один альбом пародий на Битлз.